# Psychique (gnosticisme)
Psychique est un nom que Tertullien donnait par dénigrement aux pauliens, après sa conversion au mouvement hérétique montaniste. C'est aussi le nom que les gnostiques donnaient aux hommes en qui, d'après eux, dominait la psyché, ou âme créée par le démiurge.

## Croyance des gnostiques
Les gnostiques croyaient l'homme composé de trois éléments : la matière (en grec : hylê), l'âme (psyché) et l'esprit (pneuma). Ils divisaient l'humanité en trois groupes, dans chacun desquels dominait un des trois éléments de la nature :
- les hyliques ou hommes matériels : les croyants et les matérialistes ;
- les psychiques ou êtres n'ayant qu'un savoir intellectuel, soumis au démiurge (un dieu inférieur, créateur de l'âme) et disciples de son Christ : c'étaient les catholiques ;
- enfin, les pneumatiques ou régénérés par la venue de l'Esprit de Dieu : c'étaient les gnostiques, les initiés ayant vécu une connaissance directe du Dieu au dedans[2].